# Alfred Kurz (Theologe)
Otto Adolf Alfred Kurz (* 5. Juni 1870 in Clausthal; † 1958) war ein deutscher Theologe und evangelischer Pfarrer bzw. Superintendent. Er war Mitglied der Deutschen Christen.

## Leben
Kurz wuchs in Clausthal im Harz als Sohn des Kaufmanns Julius Kurz auf und besuchte dort das Gymnasium. Nach dem Studium der Theologie in Breslau wurde er in Berlin examiniert. Seine Ordination erfolgte am 15. März 1905 in Magdeburg. Zunächst war er als Pastor in Reichardtswerben (Kirchenkreis Weißenfels) tätig, wo er am 2. Oktober 1905 Hanna Metzner heiratete. Aus der Ehe gingen zwei Kinder hervor. Im Oktober 1908 wechselte Kurz an die Thomaskirche in Erfurt, der er jahrzehntelang verbunden blieb, erst als 2. Pastor an St. Thomas, seit 1924 als 1. Pastor. Neben seinem Pfarramt betrieb Kurz theologische Studien, die 1933 in der Monographie Die Heilsgewißheit bei Luther mündeten.
1934 wurde er auf Vorschlag der Stadt Erfurt durch den Reichsbischof Müller – in dessen Funktion als Landesbischof Preußens – zudem zum Senior des Evangelischen Ministeriums Erfurt und Superintendent in Erfurt ernannt. Am 1. Oktober 1938 ging Kurz in den Ruhestand. Später übersiedelte er nach Bad Sachsa.
Kirchenpolitisch war Kurz bereits seit der Weimarer Republik den Deutschen Christen eng verbunden. Zunächst Mitglied der Glaubensbewegung DC, trat er 1936 zur Kirchenbewegung DC über. In seinem von deutschchristlichem Geist durchdrungenen Bericht über die kirchlichen und sittlichen Zustände, den er der Kreissynode Erfurt am 28. Juni 1934 erstattete, führte er etwa aus: „Gott aber wollte und will unser Heil! Er hat uns in Adolf Hitler den Steuermann gegeben, der das deutsche Schiff in der letzten Stunde herumgerissen hat … Unvergeßlich wird mir der Tag bleiben, an dem Hitler das erste Mal in der Erfurter Kampfbahn zu einer begeisterten Menschenmenge sprach … Jene Stunde im Stadion wurde mir zu einem starken Erlebnis. Damals schaute ich das erste Mal wieder seit dem Kriegsende voll Zuversicht in die Zukunft Deutschlands. Aber in jener Sunde tauchte auch das erste Mal in mir der Gedanke auf, daß die Zeit immer näher herankomme, in der unsere Evangelische Kirche vor die Entscheidung gestellt sein würde: mit Hitler oder gegen Hitler? Inhaltlich ist diese Frage gleichbedeutend mit der anderen: Mit dem Volk oder gegen das Volk? Die Kirche ohne Volk ist keine Kirche, die Kirche gegen das Volk ist undenkbar.“

## Schriften
- Ego sum. Roman. Warneck, Berlin 1912.
- (Hrsg.) Erfurter Lutherbuch 1917. Eine Festgabe zur 4. Jahrhundert-Feier der Reformation. Keyser, Erfurt 1917.
- Die Heilsgewißheit bei Luther. Eine entwicklungsgeschichtliche und systematische Darstellung. Bertelsmann, Gütersloh 1933.